# Casa individuală de pe str. Vasile Alecsandri, 37 (Chișinău)
Casa individuală de pe str. Vasile Alecsandri, 37 este o clădire amplasată pe str. Vasile Alecsandri, 37 în Chișinău, Republica Moldova. Este un monument arhitectural de importanță națională inclus în Registrul monumentelor Republicii Moldova ocrotite de stat cu nr. 132 (municipiul Chișinău). Datează de la sf. sec. XIX.